# Ángeles de San Ramón
Ángeles es un distrito del cantón de San Ramón, en la provincia de Alajuela, de Costa Rica.

## Geografía
Ángeles cuenta con un área de 84,91 km² y una altitud media de 1111 m s. n. m.

## Demografía
Para el año 2022, Ángeles cuenta con una población estimada de 5350 habitantes, y para el último censo efectuado, en 2011, Ángeles contaba con una población de 8500 habitantes.

## Transporte

### Carreteras
Al distrito lo atraviesan las siguientes rutas nacionales de carretera:
- Ruta nacional 702